# HD210424
HD210424 — хімічно пекулярна зоря спектрального класу B6, що має видиму зоряну величину в смузі V приблизно  5,4.
Вона  розташована на відстані близько 561,4 світлових років від Сонця.

## Пекулярний хімічний склад
Зоряна атмосфера HD210424 має підвищений вміст 
Si
.